# Ken Wharton
Ken Wharton, britanski dirkač Formule 1, * 21. marec 1916, Smethwick, Anglija, Združeno kraljestvo, † 12. januar, 1957, Auckland, Nova Zelandija.
Ken Wharton je pokojni britanski dirkač Formule 1. Debitiral je na prvi dirki sezone 1954 za Veliko nagrado Švice, kjer je dosegel četrto mesto, kar je njegov najboljši rezultat kariere. V sezonah 1953, 1954 in 1955 je bil še večkrat blizu uvrstitvi v točke, a višje od šestega mesta, ki v petdesetih letih ni prinašal točke, se mu ni uspelo uvrstiti. Leta 1957 se je smrtno ponesrečil na dirki na novozelandskem dirkališču Ardmore Circuit.

## Popolni rezultati Formule 1
(legenda) (odebeljene dirke pomenijo najboljši štartni položaj, poševne pa najhitrejši krog, †-uvrščen kljub odstopu)
| Leto | Moštvo                   | Šasija           | Motor               | 1     | 2   | 3       | 4       | 5       | 6       | 7       | 8     | 9      | Prv | Toč |
| ---- | ------------------------ | ---------------- | ------------------- | ----- | --- | ------- | ------- | ------- | ------- | ------- | ----- | ------ | --- | --- |
| 1952 | Scuderia Franera         | Frazer-Nash FN48 | Bristol Straight-6  | ŠVI 4 | 500 | BEL Ret | FRA     | VB      | NEM     |         |       |        | 13. | 3   |
| 1952 | Scuderia Franera         | Frazer-Nash 421  | Bristol Straight-6  |       |     |         |         |         |         | NIZ Ret |       |        | 13. | 3   |
| 1952 | Scuderia Franera         | Cooper T20       | Bristol Straight-6  |       |     |         |         |         |         |         | ITA 9 |        | 13. | 3   |
| 1953 | Ken Wharton              | Cooper T23       | Bristol Straight-6  | ARG   | 500 | NIZ Ret | BEL     | FRA Ret | VB 8    | NEM     | ŠVI 7 | ITA NC | -   | 0   |
| 1954 | Owen Racing Organisation | Maserati 250F    | Maserati Straight-6 | ARG   | 500 | BEL     | FRA Ret | VB 8    | NEM DNS | ŠVI 6   | ITA   | ŠPA 8  | -   | 0   |
| 1955 | Vandervell Products Ltd  | Vanwall          | Vanwall Straight-4  | ARG   | MON | 500     | BEL     | NIZ     | VB 9    | ITA Ret |       |        | -   | 0   |